# Anderstorps socken
Anderstorps socken i Småland ingick i Västbo härad i Finnveden, ombildades 1953 till Anderstorps köping efter att delar 1949 överförts till Gislaveds köping och området är sedan 1974 en del av Gislaveds kommun, från 2016 inom Gislaveds distrikt och Anderstorps distrikt, i Jönköpings län.
Socknens areal är 95,07 kvadratkilometer, varav land 92,76. År 2000 fanns här 6 031 invånare. Tätorten Anderstorp med sockenkyrkan Anderstorps kyrka ligger i socknen. 

## Administrativ historik
Anderstorps socken har medeltida ursprung.
Vid kommunreformen 1862 övergick socknens ansvar för de kyrkliga frågorna till Anderstorps församling och för de borgerliga frågorna till Anderstorps landskommun.  Ur denna senare bröts municipalsamhället Gyllenfors ut 1949 till Gislaveds köping. Kvarvarande landskommun ombildades 1953 till Anderstorps köping, som 1971 blev Anderstorps kommun och 1974 uppgick i Gislaveds kommun.
1 januari 2016 inrättades distrikten Gislaved och Anderstorp, med samma omfattning som motsvarande församlingar hade 1999/2000 och fick 1951, och vari detta sockenområde ingår.
Socknen har tillhört samma fögderier och domsagor som Västbo härad. De indelta soldaterna tillhörde Jönköpings regemente, Norra Västbo kompani, och Smålands grenadjärkår, Jönköpings kompani.

## Geografi och natur
Anderstorps socken är en kuperad skogsbygd med en större mosse i norr, Stormossen. Största insjö är Bråarpasjön.
Anderstorps Stormosse är ett naturreservat som ingår i EU-nätverket Natura 2000 och delas med Båraryds socken i Gislaveds kommun och Källeryds socken i Gnosjö kommun.
Sätesgårdar var Bråarps säteri, Stjärnehults säteri och Gyllenfors bruk.

## Fornminnen
Ett järnåldersgravfält är känt. En offerkälla finns vid Lövås, Glörje källa.

## Befolkningsutveckling
Befolkningen har med någon enstaka variation ökat stadigt från 647 1810 till 5 225 1990.

## Namnet
Namnet (1498 Anderstorp), taget från kyrkbyn, har förledet mansnamnet Andor eller Anders och efterledet torp, nybygge.